# Odysseen
Odysseen (græsk: Οδύσσεια, Odússeia) er et af de største oldgræske episke heltedigte skrevet på heksameter. Historien tilskrives Homer, men det er ikke klart, om det er hans eget værk, eller det er en sammenfatning af ældre fortællinger, der er gået fra mund til mund. Historien er en efterfølger til Homers Iliaden. Odysseen er historien om Odysseus' ti-årige hjemrejse fra Troja til Ithaka efter den trojanske krig. Undervejs møder han utallige farer og fristelser og mister hele sin besætning, mens hans kone Penelope ombejles derhjemme. Parallelt med Odysseus' hjemfærd fortæller historien også om sønnen Telemakos, der rejser ud for at lede efter sin fader.
Stilistisk er Odysseen forfattet på det daktyliske heksameter, som er det klassiske metrum for et epos. Det daktyliske heksameter (gr. daktylos, finger; gr. heksa, seks) er (i en oldgræsk kontekst) en verseform, hvor et vers består af seks enheder hver med en lang og to korte stavelser. I de fem første enheder kan enhver af de sidste to korte stavelser udskiftes med en lang.

## Digtets handling

### 1. sang - Athene besøger Telemakos
Der er gået tyve år siden Odysseus sejlede fra Ithaka til Troja. Hans krigerkammerater er for længst vendt hjem til deres kongeriger i Grækenland. Hjemme på øen Ithaka sidder Odysseus' trofaste hustru Penelope og hans unge søn Telemakos. De er belejrede af bejlere, som ønsker at presse Penelope til at vælge en ny ægtemand. På en gudeforsamling på Olympen beslutter Athene, som elsker Odysseus, og Zeus at hjælpe Odysseus hjem, og de håber at kunne gøre det ubemærket af havguden Poseidon (som har lagt alverdens hindringer i vejen for Odysseus, fordi Odysseus har blindet hans søn kyklopen Polyfemos).
Først tager Athene forklædt som menneske til kongeborgen på Ithaka for at opmuntre Telemakos til dels at dræbe moderens bejlere, dels til at tage til Sparta til kong Menelaos og til Pylos til kong Nestor for at høre, om de har nyt om hans forsvundne fader. Athene antyder kraftigt, at Odysseus ikke er død. Derefter forsvinder hun i den blå luft ved hjælp af guden Hermes' sko, og Telemakos forstår nu, at han har talt med en gudinde. Han beslutter sig til at tage sig sammen: han truer bejlerne, som håner ham, og han planlægger i hemmelighed sin afrejse til Sparta og Pylos.

### 2. sang - Tinget på Ithaka
Næste morgen kommer Telemakos for alvor i konflikt med bejlerne. Bejlernes anfører, Antinoos, afslører, at han har gennemskuet Penelopes list: hun har holdt dem hen, idet hun lovede at vælge en ny mand blandt bejlerne, når hun var færdig med at væve et klæde, som hun imidlertid hver nat trævlede op. Athene skaffer Telemakos et skib, og om natten sejler han og Athene (forklædt som læreren Mentor) af sted til Pylos og Sparta.

### 3. sang - Telemakos i Pylos
Næste morgen kommer Telemakos og Athene (forklædt som Mentor) til kong Nestor i Pylos, som modtager dem gæstfrit. Nestor mindes sine egne oplevelser ved Troja, men han ved ikke meget om Odysseus' skæbne. Mentor forsvinder pludseligt, og Nestor forstår, at Mentor er Athene i forklædning. Næste morgen ofres der til Athene, og Telemakos når på to dage til kong Menelaos i Sparta.

### 4. sang - Menelaos og Helene
I Sparta modtages Telemakos gæstfrit af Menelaos og hans hustru, Helene, hvis bortførelse ved Paris forårsagede krigen og dermed indirekte Odysseus' skæbne. Helene og Menelaos beretter bl.a. om Odysseus' krigslist med den trojanske hest, og Menelaos understreger, at Odysseus var hans kæreste ven, som, hvis han var i live, ville få ufattelige store gaver af Menelaos. Menelaos beretter om sin egen hjemkomst fra Troja og om drabet på sin broder Agamemnon da denne vendte hjem fra Troja.
Hjemme på Ithaka opdager bejlerne, at Telemakos er rejst bort, og de planlægger at myrde ham, når han vender hjem.

### 5. sang - Odysseus fartøj
Digtet forlader nu Telemakos i Sparta og handlingen vender tilbage til digtets hovedperson, Odysseus. Han befinder sig i fangenskab hos nymfen Kalypso på øen Orgygia, hvor hun med sin guddommelige magt og skønhed har holdt Odysseus fanget i syv år. Athene sender nu Hermes til Kalypso med ordre fra Zeus til, at Kalypso skal lade Odysseus sejle hjem. Kalypso retter sig modvilligt efter Zeus' ordre, men Odysseus må selv i gang med at bygge et skib, fordi han kom til Kalypsos ø som skibbruden. Efter 20 dage på havet lider Odysseus igen skibbrud, denne gang på Fajakernes ø Scheria (Poseidon har nemlig opdaget, at Athene og Zeus prøver at få Odysseus hjem bag hans ryg).

### 6. sang - Nausikaa
På Scheria drømmer kongens datter, Nausikaa, om, at hun snart skal fejre sit bryllup og derfor skal vaske sit brudetøj. Denne drøm får hun påført af Athene. Derfor finder Nausikaa under tøjvasken nede ved havet den nøgne, udmattede Odysseus. Odysseus smigrer Nausikaa, som forelsker sig i ham og giver ham mad og tøj. Hun hjælper Odysseus til sin far kong Alkinoos' palads.

### 7. sang - I Kong Alkinoos Palads
Odysseus får audiens hos Nausikaas forældre, kong Alkinoos og dronning Arete. Han sætter sig ved husets arne og beder ydmygt om hjælp. De giver ham ærespladsen og arrangerer fester for at trøste og adsprede ham. Odysseus fortæller om sit skibbrud. 

### 8. sang - Faiakernes lege
Næste dag lover kong Alkinoos Odysseus et skib, så han kan nå hjem. Odysseus har endnu ikke givet sig til kende, men ved en fest om aftenen brister han i gråd, da han hører en sang om krigen ved Troja. Alkinoos spørger nu Odysseus om årsagen til hans gråd, og Odysseus præsenterer sig.

### 9. sang - Kykloperne
Herefter følger i fire sange et langt flashback, hvori Odysseus beretter om sine oplevelser fra afrejsen fra Troja til ankomsten til Kalypsos ø (ca. tre år). Dette er den mest kendte del af Odysseen. 
Først røber Odysseus sit navn, sin fars navn og sin hjemegn Ithaka. Dernæst fortæller han om sit ophold hos kikonerne, som dræbte en del af hans mænd, hos lothofagerne, hvor hans mænd tog euforiserende stoffer og glemte alt om at sejle derfra, og endelig hos kyklopen Polyfemos, som åd en del af hans mænd. Odysseus beretter med stolthed om blindingen af kyklopen og flugten fra dennes hule. Men pga. Odysseus' trang til at få ros for sin dåd, røbede han overmodigt sin identitet. Dermed kunne kyklopen forbande ham og Odysseus fik nu kyklopens far, havguden Poseidon, på nakken.

### 10. sang - Hos troldkvinden Kirke
Hos vindenes gud Aiolos fik Odysseus en sæk med alle verdens vinde. Kun en gunstig medvind var fri af sækken til at blæse hans skib hjemad. Næsten hjemme åbner Odysseus' mænd sækken, og Odysseus blæses atter ud af kurs. Hos laistrygonerne går 11 af Odysseus' 12 skibe til grunde. Hos troldkvinden Kirke på Aiaia forvandles hans mænd til svin, indtil Odysseus får hævet fortryllelsen igen ved at blive Kirkes elsker i 1 år.

### 11. sang - I de dødes rige
På breden af Okeanos (Verdenshavet) ofrer Odysseus (på Kirkes anvisninger) til de døde i underverdenen Hades. Meningen er at Odysseus skal spørge den døde alvidende spåmand Teiresias, hvordan han kan komme hjem. Odysseus taler også med sin døde moder Antikleia og med Agamemnon, som blev myrdet af sin hustru Klytaimnestra, da han vendte hjem fra Troja. Han taler også med Achilleus (som erklærer, at han hellere vil være slave i sollyset end være konge i Hades).
De døde beskrives som gruopvækkende skygger, der først får styrke til at tale og huske, da de drikker blodet fra det dyr, som Odysseus slagter.

### 12. sang - Skylla og Karybdis
Tilbage hos Kirke beretter Kirke om de farer Odysseus vil møde på sin vej hjem: Sirenernes lokkende sange, Symplegaderne (klipper der klapper sammen om skibene), uhyret Skylla og malstrømmen Karybdis. Det allervigtigste: på solguden Helios' ø må Odysseus ikke slagte solgudens kvæg; hvis de gør det, vil hans mandskab og muligvis han selv dø.
Odysseus og hans mænd sejler fra Kirke og passerer ovennævnte farefulde steder. Da de kommer til Helios' ø slagter de sultne mænd de hellige køer, og derfor lader Zeus dem alle drukne - undtagen Odysseus. Han redder sig i land på Kalypsos ø, hvor han tvinges til at være hendes elsker i 7 år.

### 13. sang - Odysseus lander på Ithaka
Fajakerne sejler Odysseus hjem til Ithaka. Da de sejler tilbage til Scheria, straffes de af Poseidon. Da Odysseus vågner, hjælpes han af Athene. De rådslår om, hvordan de skal dræbe Penelopes bejlere.

### 14. sang - I svinehyrdens hytte
Odysseus bliver af Athene forvandlet til en gammel tigger. Han opsøger nu sin gamle, trofaste slave, svinehyrden Eumaios, som uden at genkende ham, gæstfrit modtager Odysseus. Eumaios består altså ”testen”. Eumaios erklærer sin ikke-svigtende loyalitet mod sin forsvundne herre Odysseus.

### 15. sang - Telemakos vender tilbage
I Sparta råder Athene Telemakos til at tage hjem til Ithaka. På Ithaka hører Odysseus I mellemtiden, hvordan hans moder Antikleia døde af savnet af sin søn og om, hvordan hans fader Laertes' liv former sig (på en fjern vingård langt fra bejlernes hærgen).
Telemakos ankommer til Ithaka og begiver sig til Eumaios' hytte.

### 16. sang - Fader og søn mødes
Eumaios sendes nu til paladset for at meddele Penelope, at Telemakos er kommet hjem. Mens Eumaios er borte, giver Odysseus sig til kende overfor sin søn, og sammen planlægger de hævnen.
I paladset planlægger bejlerne at myrde Telemakos, da de hører om hans hjemkomst.

### 17. sang - Odysseus i byen
Telemakos kommer hjem til Penelope, som stadigt intet ved om Odysseus' hjemkomst. Telemakos fortæller sin moder om sin resultatløse rejse til Menelaos og Nestor.
Eumaios og Odysseus (stadig i tiggerskikkelse) går nu til paladset. Udenfor genkendes Odysseus af sin gamle hund Argos, som dør straks derefter. Bejlerne håner den gamle tigger, men Penelope tager gæstfrit imod ham.

### 18. sang - Odysseus kamp mod tiggeren
Odysseus i tiggerforklædning kommer i slagsmål med en anden tigger. En af de illoyale slavinder håner Odysseus.

### 19. sang - Eurykleia genkender sin herre
Odysseus og Telemakos fjerner alle våben fra paladsets hal. Penelope taler med tiggeren uden at genkende sin mand. Odysseus' gamle amme, slavinden Eurykleia vasker hans fødder og genkender ham på et ar. Hun røber dog intet for Penelope. Penelope erklærer, at hun den næste dag er nødt til at beslutte sig for en af bejlerne.

### 20. sang - Guderne varsler
Om natten viser Athene sig for Odysseus. Næste morgen får han også et godt varsel fra Zeus. Bejlerne begynder, som de plejer, at æde og drikke. En spåmand spår bejlernes snarlige undergang.

### 21. sang - Den store bue
Penelope opfordrer bejlerne til en konkurrence: den, der kan spænde Odysseus' bue og skyde en pil gennem 12 økseøjer/øksehoveder, skal få hende til hustru. Ingen af bejlerne kan spænde buen. Til sidst spænder Odysseus buen, mens bejlerne håner ham.

### 22. sang - Massakren
Antinoos, den frækkeste af bejlerne, dræbes som den første. Odysseus giver sig til kende og afviser bejlernes forsøg på at betale sig fra situationen. Telemakos og Odysseus dræber med Athenes hjælp alle bejlerne. Han hjælpes af Eumaios og en anden trofast hyrde, hvis trofasthed Odysseus kort forinden har sikret sig og dernæst røbet sin identitet overfor.
Telemakos hænger på sin fars ordre alle de troløse slavinder.

### 23. sang - Odysseus og Penelopeia
Ammen Eurykleia fortæller sin frue Penelope (som under bejlerdrabet har opholdt sig i sit kammer), at Odysseus er vendt tilbage. Penelope er skeptisk, men da Odysseus, efter et skønhedsbad blandet af Athene, røber et hemmeligt tegn, som kun Penelope og Odysseus kender, nemlig bygningen af ægtesengen, falder hun sin mand om halsen.
De elsker og fortæller dernæst hinanden om deres oplevelse gennem 20 år. Næste morgen træffer Odysseus forberedelser til at undgå hævn fra alle familierne til de dræbte bejlere.

### 24. sang - Forliget
Hermes fører de dræbte bejleres sjæle til Hades. Odysseus giver sig til kende overfor sin fader Laertes ved at afsløre viden om frugttræer, som Odysseus havde som barn. Athene sikrer, at bejlernes familier opgiver tanken om hævn.

Sangenes danske titler er hentet fra Otto Gelsted gendigtning af Odysseen

## Oversættelser
Der findes hovedsageligt to oversættelser til dansk – Christian Wilsters romantiske udgave fra 1837 og Otto Steen Dues nye danske oversættelse fra 2002. Her gengives de første fem linjer, først i Wilsters oversættelse, siden i Dues og til sidst på originalens oldgræske:
| Dansk (v/ Christian Wilster) | Dansk (v/ Otto Steen Due) | Oldgræsk |
| --- | --- | --- |
| Musa! fortæl mig om Manden, den vidtbefarne, som flakked Meget omkring, da han havde forødt det hellige Troia, Saae mangfoldige Byer, og fik deres Sæder at kjende; Men paa sin Fart over Havet han svar Gjenvordighed udstod, Medens han stred for at bjerge sit Liv, og for Svendenes Hjemkomst. | Muse, fortæl mig om manden, den aldrig forlegne, der flakked viden omkring da han først havde styrtet det hellige Troja, manden der så mangfoldige folk og fornam deres lynne og stod utallige kvaler igennem på vej over havet, stred for at redde sit liv og få bragt sine svende tilbage. | Ἄνδρα μοι ἔννεπε, Μοῦσα, πολύτροπον, ὃς μάλα πολλὰ πλάγχθη, ἐπεὶ Τρίεθρον ἔπερσεν: πολλῶν δ᾽ ἀνθρώπων ἴδεν ἄστεα καὶ νόον ἔγνω, πολλὰ δ᾽ ὅ γ᾽ ἐν πόντῳ πάθεν ἄλγεα ὃν κατὰ θυμόν, ἀρνύμενος ἥν τε ψυχὴν καὶ νόστον ἑταίρων. |

## Filmatisering
Odysseen er flere gange blevet filmatiseret, bl.a. The Odyssey fra 1997, produceret af bl.a. Francis Ford Coppola. 